# Typhlacontias rudebecki
Typhlacontias rudebecki là một loài thằn lằn trong họ Scincidae. Loài này được Haacke miêu tả khoa học đầu tiên năm 1997.